# Opavská pahorkatina
Opavská pahorkatina (polsky Płaskowyż Głubczycki, německy Leobschützer Lößhügelland nebo Troppauer Bucht) je pahorkatina a geomorfologický celek ve Slezsku a v Moravských enklávách ve Slezsku podél česko-polské státní hranice - zasahuje tak do severovýchodního Česka a do jižního Polska. Opavská pahorkatina se nachází v jihovýchodní části geomorfologické oblasti Slezské nížiny na styku s Jesenickou oblastí / podsoustavou Východní Sudety.
Opavská pahorkatina má plochý periglaciální reliéf, který je pokrytý sprašovými hlínami a fluviálními sedimenty. Jsou zde pozůstatky čtvrtohorního zalednění.
V Česku se Opavská pahorkatina člení na geomorfologické podcelky Osoblažskou nížinu, Poopavskou nížinu a na Hlučínskou pahorkatinu.
Přes Opavskou pahorkatinu protékají levé přítoky Odry:
- Opava,
- Cina / Pština se Złotnikem a s Trojou,
- Stradunia,
- Osoblaha s Prudníkem.

## Nejvyšší bod

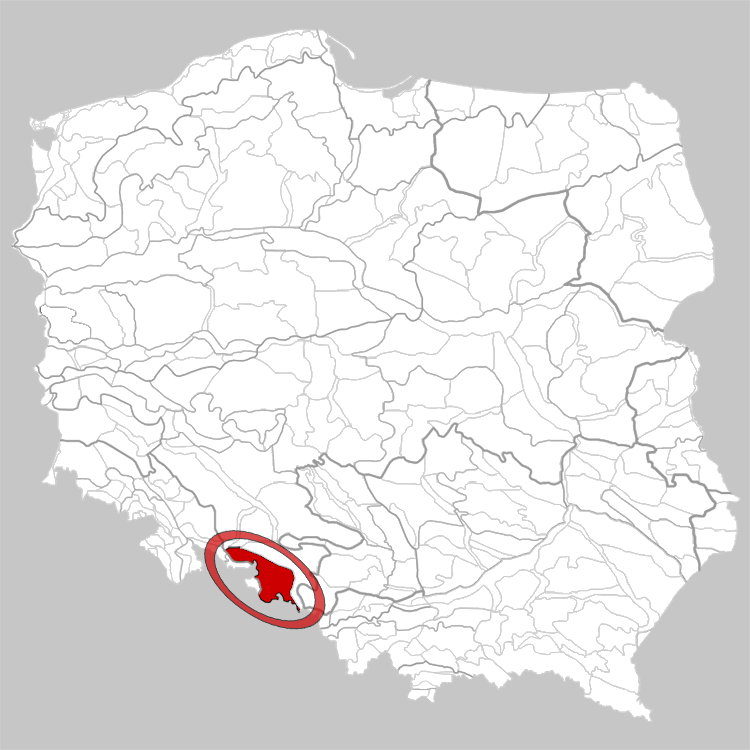
Płaskowyż Głubczycki v rámci Polska

Dle publikace Vyšší geomorfologické jednotky České republiky je nejvyšším bodem geomorfologického celku Opavská pahorkatina/Płaskowyż Głubczycki vrstevnice 340 m n. m. jihovýchodně od vrchu Hradisko/Přední Cvilínský kopec. Vrch Hradisko/Přední Cvilínský kopec v Nízkém Jeseníku má 441 m n. m. a nachází se 2,5 km jihovýchodně od města Krnov v okrese Bruntál. Tato vrstevnice je zároveň nejvyšším bodem geomorfologické oblasti/podsoustavy Slezská nížina, subprovincie/soustavy Středopolské nížiny a provincie Středoevropská nížina)
Nejvyšším vrcholem Opavské pahorkatiny je Plechowa Góra (německy Plechowa Berg nebo od 30. let 20. stol. Blechberg) mezi vesnicemi Boboluszki a Branice ve gmině Branice v powiatu Głubczyckém s nadmořskou výškou 328 m. Na kopci je pole, na vrcholu stávala do půlky 90. let 20. století triangulační věž.
Nejvyšším vrcholem Opavské pahorkatiny na území Česka je Almin kopec (též Almín kopec) 1,5 km severozápadně od obce Hněvošice v okrese Opava s nadmořskou výškou 315 m.

## Chráněná území
V polské části Opavské pahorkatiny se nachází Přírodní park Las Głubczycki.

## Sídla
V české části Opavské pahorkatiny leží ze známějších sídel mj. statutární město Opava, města Hlučín, Kravaře, Dolní Benešov, část Krnova či obce Osoblaha.
V polské části Opavské pahorkatiny leží ze známějších sídel mj. města Głubczyce, Baborów, Kietrz, část města Prudník nebo západní část města Racibórz.

## Galerie

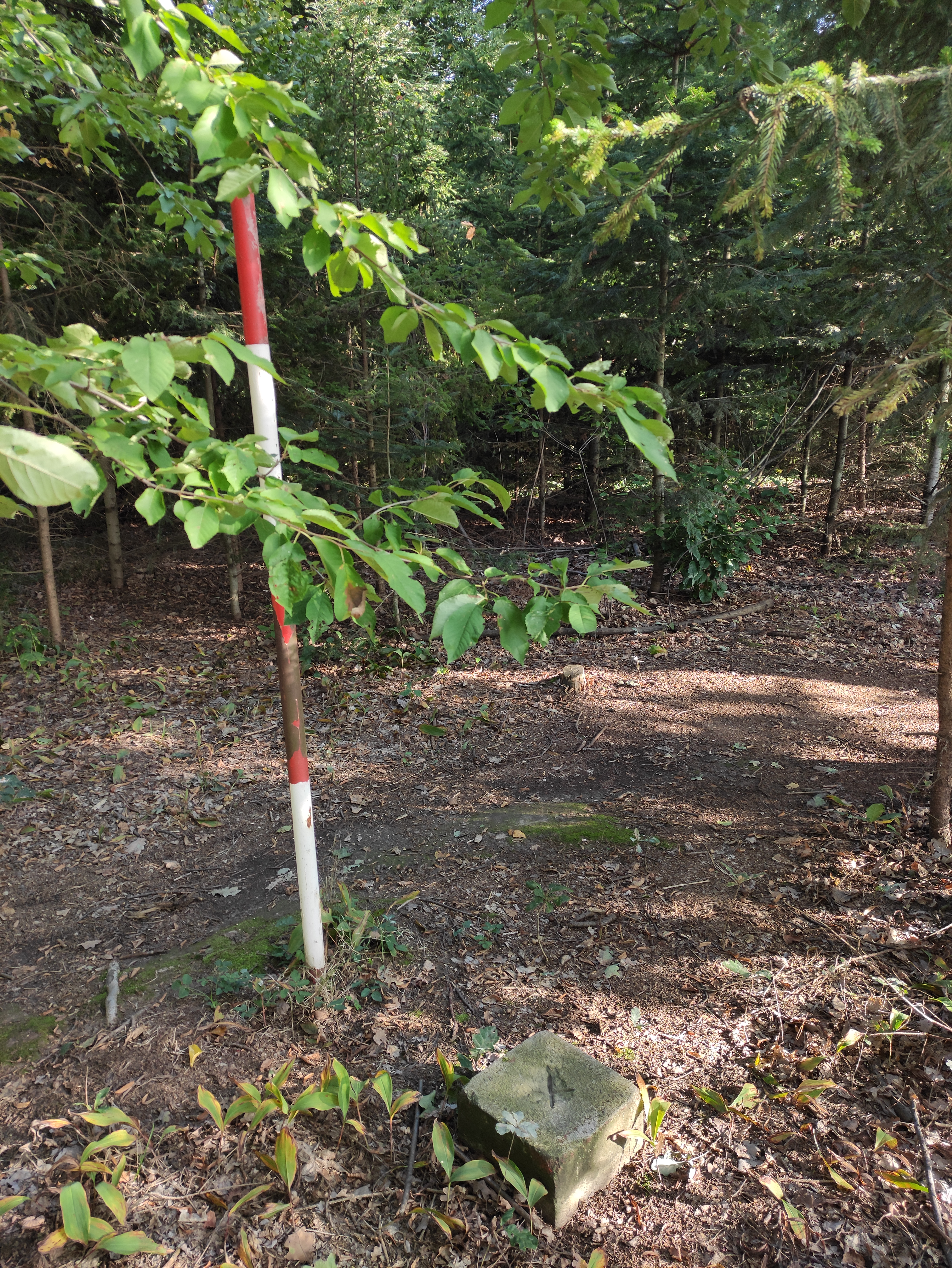
Almin kopec
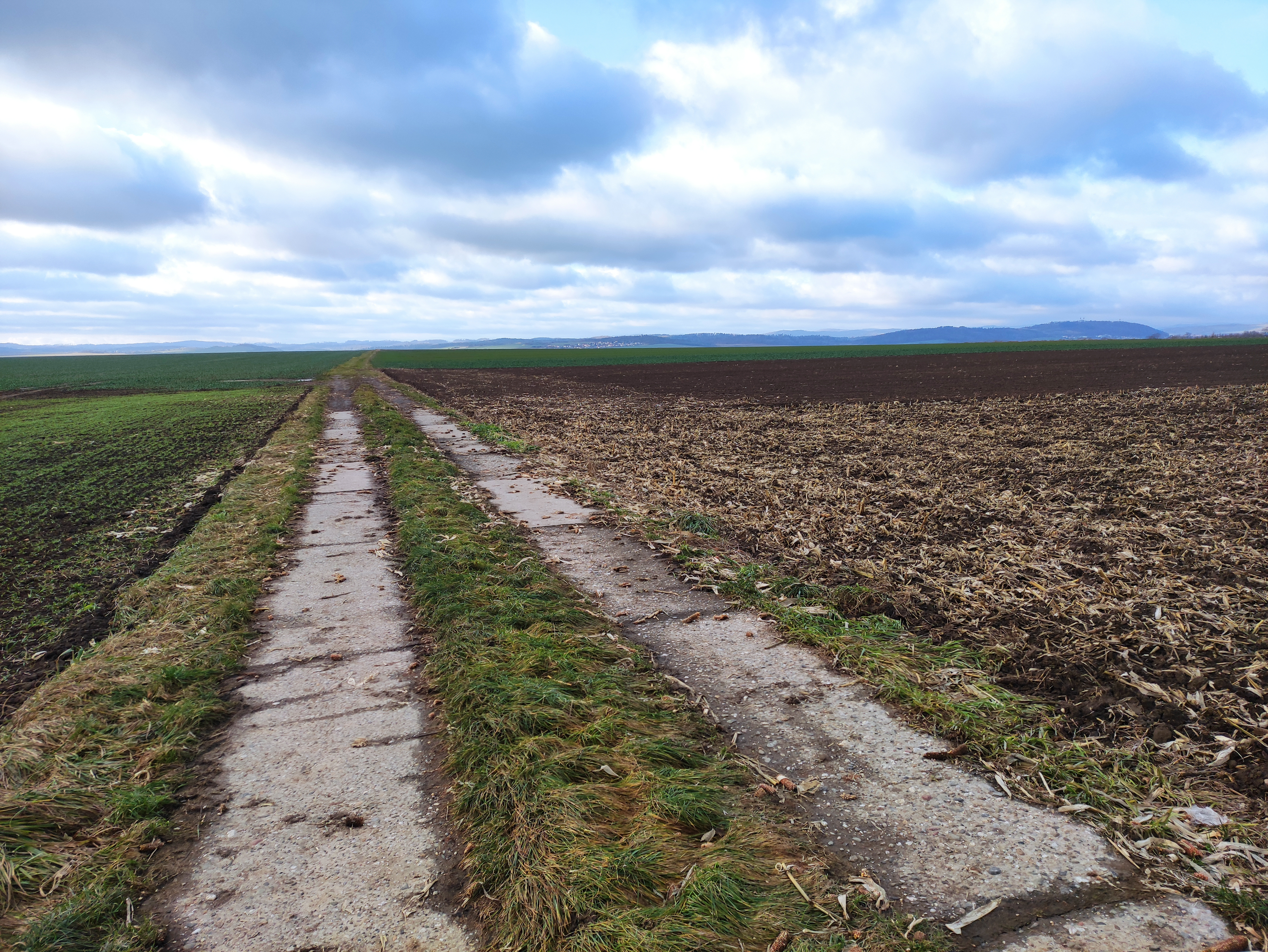
Plechowa Góra